# Elena Minaeva
Elena Evgen'evna Minaeva (in russo Елена Евгеньевна Минаева?; Mosca, 17 febbraio 1972) è un'ex cestista russa, fino al 1991 sovietica.

## Carriera
Con la Russia ha disputato i Campionati mondiali del 1998.